# Ula fuscistigma
Ula fuscistigma är en tvåvingeart som beskrevs av Alexander 1929. Ula fuscistigma ingår i släktet Ula och familjen hårögonharkrankar.
Artens utbredningsområde är Taiwan. Inga underarter finns listade i Catalogue of Life.